# Drosera sect. Thelocalyx
Drosera sect. Thelocalyx es una sección con 2 especies tuberosas perennifolias del género Drosera. 

## Especies
- Drosera burmannii
- Drosera sessilifolia

- Datos: Q18419722
- Especies: Drosera sect. Thelocalyx